# Paul-Ferdinand Heidkamp
Paul-Ferdinand Heidkamp (né le 14 septembre 1944 à Hilden, près de Düsseldorf en Allemagne, et décédé le 28 juin 2019 à Bastia,) est un footballeur professionnel allemand qui a évolué au poste de défenseur central durant sa carrière. 

## Carrière
Paul-Ferdinand Heidkamp se distingue d'abord comme jeune défenseur au sein du SV Schlebusch. Ses performances attirent l’attention de la Fédération allemande de football (Deutscher Fußball-Bund, DFB), qui le sélectionne en février et mars 1963 pour deux rencontres internationales contre l'Autriche, dans le cadre des qualifications pour le championnat d'Europe juniors. Aligné en tant que défenseur central (Mittelläufer) dans le système tactique WM en vigueur à l’époque, il participe à la phase finale de la compétition. L'équipe d'Allemagne s'incline lourdement face à la Grèce (7-2), mais remporte ensuite des victoires contre l’Écosse (2-1) et la Suisse (2-1). Cependant, elle est éliminée, devancée à la différence de buts par l'Écosse, et ne parvient pas à se qualifier pour les demi-finales.
Heidkamp commence sa carrière senior au SC Viktoria Cologne lors de la saison 1963-1964, évoluant alors en Regionalliga Ouest (deuxième division allemande). En 1965, il rejoint le Sportfreunde Hamborn 07, où il dispute 88 rencontres de championnat entre 1963 et 1967. En 1967, il signe avec le Kickers Offenbach. Durant sa première saison avec ce club, il prend part à 32 matchs et contribue à la montée en Bundesliga, jouant un rôle clé dans les huit rencontres du tour de promotion, au cours desquelles il inscrit un but. Heidkamp fait ses débuts en Bundesliga le 17 août 1968, lors d'une défaite 2-1 contre le FC Cologne. Cette saison-là, il dispute 31 matchs aux côtés de coéquipiers tels que Rudolf Wimmer, Egon Schmitt, Hermann Nuber, Roland Weida et Gerd Becker. Néanmoins, le club termine à la dernière place du classement avec 28 points et est relégué en division inférieure.
Pour la saison 1969-1970, Heidkamp rejoint le Borussia Dortmund. Il évolue aux côtés de joueurs comme Jürgen Rynio, Rudi Assauer, Sigfried Held et Hoppy Kurrat. Durant sa première saison avec le club, Dortmund termine à la cinquième place, et Heidkamp prend part à 30 matchs. Lors de la saison suivante, il joue 20 rencontres, et l'équipe, alors dirigée par l’entraîneur Horst Witzler, termine à la 13e place. 
Après un passage en Belgique au KFC Diest, Heidkamp poursuit sa carrière en France, jouant pour le SC Bastia, le Lille OSC et le Gazélec Ajaccio. Il totalise 144 apparitions dans le championnat de France et en Coupe de France.

## Clubs
- 1963-1964 :  Viktoria Cologne[3]
- 1964-1965 :  Viktoria Cologne
- 1967-1968 :  Kickers Offenbach (D2)
- 1968-1969 :  Kickers Offenbach (D1) : 31 matchs, 0 but
- 1969-1970 :  Borussia Dortmund (D1) : 30 matchs, 1 but
- 1970-1971 :  Borussia Dortmund (D1) : 20 matchs, 1 but
- 1972-1973 :  Diest
- 1973-1974 :  SC Bastia (D1) : 34 matchs, 0 but
- 1974-1975 :  SC Bastia (D1) : 32 matchs, 0 but
- 1975-1976 :  SC Bastia (D1) : 26 matchs, 0 but
- 1976-1977 :  Lille OSC (D1) : 26 matchs, 0 but
- 1977-1978 :  Gazelec Ajaccio (D2) : 26 matchs, 0 but